# Luis López Nieves
Luis López Nieves (17 de enero de 1950) es un escritor y catedrático puertorriqueño. Ha ganado el primer premio del Instituto de Literatura Puertorriqueña (Premio Nacional de Literatura) en dos ocasiones: la primera, en 2000, por su libro de cuentos históricos La verdadera muerte de Juan Ponce de León; la segunda, en 2005, por su novela El corazón de Voltaire. También ha recibido el Premio José de Diego, otorgado por el Instituto de Cultura Puertorriqueña por «Su aportación al enriquecimiento del idioma español» (1996). Es autor del cuento Seva. Antologías internacionales han publicado sus relatos.

## Biografía
Nació accidentalmente en la ciudad de Washington D. C., de padres puertorriqueños. Cursó la licenciatura en Estudios Generales en la Universidad de Puerto Rico. Posteriormente obtuvo una maestría en Estudios Hispánicos y un doctorado en Literatura Comparada en la Universidad de Stony Brook, en Nueva York (Estados Unidos). Ha colaborado en los diarios Momento, El Mundo, Claridad y El Star, y ha sido guionista de importantes anuncios publicitarios y miniseries de televisión. Durante dos años escribió la columna «Cartas bizantinas» en el periódico de mayor circulación en Puerto Rico: El Nuevo Día.
Ha sido profesor visitante en la Universidad de Massachusetts (en Boston) y becario de la Ford Foundation (Ford Fellow).
López Nieves es el creador y director de la primera «maestría en Creación Literaria» de América Latina, en la Universidad del Sagrado Corazón, en San Juan. Además, fundó y dirige la Biblioteca Digital Ciudad Seva, la cual en agosto de 2016 había recibido 132 millones de visitantes de todo el mundo.
Está casado con la escritora Mara Daisy Cruz, administradora de Ciudad Seva.

### Novelas
- El corazón de Voltaire.[2]
- El silencio de Galileo.[3]

### Libros de cuentos
- Seva.[4]

- Escribir para Rafa.[5]
- La verdadera muerte de Juan Ponce de León.[6]

### Algunas antologías que incluyen sus relatos
- El cuento hispanoamericano (Seymour Menton, Fondo de Cultura Económica, México, Séptima Edición, 2003).
- El cuento hispanoamericano en el siglo XX (Fernando Burgos, Editorial Castalia, Madrid, 1997).
- El muro y la intemperie: El nuevo cuento latinoamericano (Julio Ortega, Ediciones del Norte, New Hampshire, USA, 1989).
- Cuentos para ahuyentar el turismo (Vitalina Alfonso y Emilio Jorge Rodríguez, Editorial Arte y Literatura, La Habana, Cuba, 1991).
- Writing Between the Lines (Bowen & Weigel, University of Massachusetts Press, Amherst, MA, USA, 1997).
- Die Horen (Wilfried Böhringer, Alemania, Año 42, 3.er cuarto, edición 187, 1997).
- Los nuevos caníbales: Antología de la más reciente cuentística del caribe hispano (Bobes, Valdez y Gómez Beras, Editorial Isla Negra -junto a Ediciones Unión/Cuba y Editorial Búho/República Dominicana-, San Juan de Puerto Rico, 2000).